# ミャンマーの世界遺産
ミャンマーの世界遺産について説明する。ミャンマーの世界遺産条約承認は1994年のことである。

## 文化遺産
- ピュー古代都市群 - 2014年
- バガン - 2019年
  - 「バガンの考古地域と記念建造物群」は、1997年の第21回世界遺産委員会（ナポリ）で、「情報照会」と決議されていた[1]。このときに問題となったのは、ゴルフ場をはじめとする周辺環境との兼ね合いであった[2]。

## 自然遺産
なし

## 複合遺産
なし

## 暫定リスト
ミャンマーは世界遺産の暫定リストに以下の7件を記載している（いずれも記載は1996年）。
- マンダレーのコンバウン朝時代の木造僧院群（Wooden Monasteries of Konbaung Period: Ohn Don, Sala, Pakhangyi, Pakhannge, Legaing, Sagu, Shwe-Kyaung (Mandalay)）
- パダ＝リンと関連洞窟群（Badah-lin and associated caves）
- 上ミャンマーの古い都市群 : インワ、アマラプラ、サガイン、ミングン、マンダレー（Ancient cities of Upper Myanmar: Innwa, Amarapura, Sagaing, Mingun, Mandalay）
- ミャウーの考古地域と記念建造物群（Myauk-U Archaeological Area and Monuments）
- インレー湖（Inle Lake）
- モン族の都市群 : バゴー、ハンタワディ（Mon cities: Bago, Hanthawaddy）